# Complemento predicativo
Se llama complemento predicativo a un sintagma adjetival  (mucho más raramente, sintagma nominal o preposicional, infinitivo o gerundio) en el que se mezclan dos funciones: la de atributo de un sustantivo o pronombre (normalmente el sujeto o el complemento directo de la oración), y la de complemento circunstancial de un verbo. Es decir, una especie de complemento mixto entre ambas funciones. Aparece solo en oraciones de tipo predicativo. 

## Complemento predicativo en español

### Concepto
Aunque la función del complemento predicativo es parecida a la del atributo, no siempre recibe la misma caracterización. La denominación «complemento predicativo» no es sinónima de predicado, ya que la función "predicado" corresponde al verbo o sintagma verbal, mientras que el predicativo nunca es verbo o sintagma verbal, sino que forma parte de él.
Por ejemplo, si decimos: «El niño está alegre», alegre es como sabemos evidentemente un atributo; si decimos por el contrario: «El niño pasea alegremente», alegremente es un complemento circunstancial de modo. Sin embargo, si decimos: «El niño pasea alegre» ¿qué es alegre? En esta oración estamos queriendo decir dos cosas que sabemos.
En «el niño pasea alegre» el c. predicativo (alegre) determina tanto al verbo predicativo (pasea) como al nombre (niño), siendo atributo con elipsis de verbo copulativo del sujeto (el niño "es / está / parece" alegre) y complemento circunstancial a la vez del verbo (pasea de modo "alegre" o "alegremente"). 
Por otra parte, también puede el complemento predicativo ser atributo del objeto directo ("Los jugadores llevaban sucias (C. Pvo.) las camisetas (O. D.)", en cuyo caso resulta más difícil interpretar dentro de la función de complemento predicativo la de complemento circunstancial de modo y más parece un mero atributo con verbo copulativo elíptico. Así pues, se establece una diferencia entre complemento predicativo subjetivo en el primer caso (determina a un nombre que está en el sujeto) y el complemento predicativo objetivo en el segundo (determina al objeto directo).

### Caracterización del complemento predicativo
El complemento predicativo podría caracterizarse de acuerdo con los siguientes puntos:
El complemento predicativo es una función sintáctica que desempeña un elemento que forma parte del sintagma verbal:
- El agua fluye "clara" por el río.

No se debe confundir el complemento predicativo con el sintagma adjetival en función de adyacente nominal, que no forma parte del sintagma verbal, sino del sintagma nominal:
- El agua clara no fluye por el río.

#### Predicativo subjetivo
Concuerda en género y número con el núcleo del sujeto:
- Alicia volvió guapa.
- Nacho bajó acalorado
- Juan regresó triste[1]

#### Predicativo objetivo
Es un modificador bivalente porque modifica tanto al objeto directo en el predicado como al núcleo del propio predicado. Concuerda en género y número con el núcleo del objeto directo
- Compraron caros los muebles.
- Andrés trajo inflada la pelota.

Nótese que el predicativo está fuera del objeto directo: «Compraron baratos los muebles», «Andrés trajo inflada la pelota». Es diferente que si se dijera: «Compraron los muebles baratos», donde barato es solo adjetivo.
Ciertas oraciones pueden mostrar ambigüedad al ser analizadas como verbo más complemento predicativo o perífrasis verbal de aspecto terminativo: «Tengo acabadas tres pinturas» equivale tanto a «Tengo listas tres pinturas» como a «He acabado tres pinturas».

### Otras posibles concordancias del complemento predicativo
Hay expresiones de uso escaso en las cuales (si el contexto lo permite), existiría un complemento predicativo concordado con otras funciones distintas a las del sujeto y complemento directo:
- Con el complemento indirecto: "Le extrajeron la muela dormido" (Pvo. concordado con el C. I. "Le").
- Con el complemento de régimen: "¿Se acuerdan ustedes de Enrique borracho?" (Pvo. concordado con el C. Rég. "de Enrique")
- Con un grupo nominal (casi siempre formado por sustantivos deverbales o de representación). Al igual que cansado es un complemento predicativo en "Enrique llegó cansado", lo es también en: "La llegada de Enrique cansado", pero ahora dentro del grupo nominal. Otros ejemplos del mismo tipo son: "El regreso de los explotadores heridos y atemorizados" o "Un retrato del marqués a caballo".»[2]

### Unidades que realizan la función complemento predicativo
El complemento predicativo puede tener la estructura de:

#### Sintagma adjetival
Es la categoría predilecta, aunque no todos los adjetivos pueden desempeñar tal función ("ella no habló alto ni claro sobre la cuestión"). Hay mayor predisposición en los adjetivos que igualmente pueden aparecer como atributo en oraciones copulativas.
- Ese señor está tranquilo. -> Ese señor conduce tranquilo.
- Ese señor está alterado. -> *Ese señor conduce alterado.

El núcleo del sintagma adjetival puede ser un participio, referido al complemento directo o al sujeto:
- Hallé a tu padre recostado en el sofá. (Pvo. concordado con el sujeto)
- El muchacho llevaba planchada la ropa. (Pvo. concordado con el objeto o complemento directo)

#### Sintagma nominal
Puede ser precedido o no de preposición (en función de sintagma preposicional o nominal).
El sintagma nominal y el preposicional son más reacios a funcionar como complemento predicativo y están sujetos a más restricciones. Lo llevan verbos que significan "nombrar" o "elegir" y "reputar" o "considerar" puede ser un sustantivo y puede ir precedido de como o de: "Eligieron presidente a Pedro"; "Eligieron como presidente a Pedro"; "Eligieron de presidente a Pedro"; "Consideraba a Pedro su mejor amigo"; "Nombraron alcalde a Pedro"; "Lo llaman a Pedro "El espanto de Triana"".

#### Sintagma preposicional
Las preposiciones más habituales para introducir un complemento predicativo son "de" y  el adverbio "como" con valor prepositivo:
"Trabaja de barrendero" / "Trabaja como barrendero"; "La pintó con gafas" (="gafuda", concordado con el objeto o complemento directo "la"); "Déjanos en paz" (íd., con el C. D. "nos").

#### Infinitivo complemento predicativo
La Nueva Gramática de la Lengua Española considera "grupo verbal dependiente que no constituye oración subordinada" a los infinitivos complementos predicativos dependientes de verbos de percepción ("ver, oír") y causación ("hacer, dejar"): "Vieron a Guadalupe llorar" . "Le vi oír misa". "Lo hizo dimitir" Otras teorías gramaticales consideran que los verbos de percepción como "ver" seleccionan una cláusula reducida en función de complemento directo, es decir, el CD de la oración sería otra unidad de predicación no verbal y legitimada por la preposición ya que la forma no verbal no permite la legitimación de nominativo.

#### Oración subordinada de gerundio
Se refiere al complemento directo o al sujeto. El gerundio informa sobre una acción secundaria simultánea a la de la acción principal y constituye una predicación secundaria del sujeto o del complemento directo.
La construcción de gerundio está sujeta a una restricción gramatical de carácter aspectual, y es la de que tanto el gerundio como el verbo de la oración principal deben admitir, en principio, la perífrasis durativa estar + gerundio:
- María entró silbando. -> María estaba silbando.
- María actuó teniendo un disfraz. -> María estaba teniendo un disfraz.

#### Cláusula absoluta de participio pasado encabezada por «con»
En esta estructura pueden aparecer otras categorías en lugar del participio, por ejemplo, el gerundio.
- La vi con el pelo teñido de azul.
- Encontré a Pedro con la camiseta chorreando.

### Las oraciones copulativas y el predicativo
El complemento predicativo aparece también con los verbos semicopulativos que forman predicados mixtos en frases semipredicativas: «Pedro se volvió tonto». "Pedro permaneció triste todo el día".
Casi siempre suele ser un adjetivo.